# Машина времени (роман)
«Машина времени» (англ. The Time Machine) — роман Герберта Уэллса, его первое крупное научно-фантастическое произведение. Переработана из рассказа 1888 года «Аргонавты времени» и издана в 1895 году. «Машина времени» ввела в фантастику идею путешествия во времени с помощью машины времени, эта идея использовалась позднее множеством писателей, создав целое направление «хронофантастики».

## История
Работа над романом далась Уэллсу, по его собственным воспоминаниям, с огромным трудом. Идея возможности путешествия во времени возникла у него в 1887 году после того, как некий студент по фамилии Хэмилтон-Гордон в подвальном помещении Горной школы в Южном Кенсингтоне, где проходили заседания «Дискуссионного общества», сделал доклад о возможностях неевклидовой геометрии по мотивам книги Ч. Хинтона «Что такое четвёртое измерение» (1884).
«Машина времени» стала одним из первых литературных произведений, в которых описывается путешествие человека во времени с помощью техники (до этого известен рассказ Э. Митчелла «Часы, которые шли назад», опубликованный в 1881 году). Публикация романа произвела сильное впечатление на современников. Известный публицист и общественный деятель Уильям Томас Стед после публикации назвал Уэллса гением. Два мастера позднего викторианского романа, Джозеф Конрад и Джеймс Джойс, выразили свое восхищение.

## Сюжет
Основная часть этого сравнительно небольшого по объёму произведения описывает мир будущего (802 701 год), в который отправляется Путешественник во Времени.
Этот мир представляет собой своеобразную антиутопию — научный прогресс и социальное неравенство привели к деградации человечества.
В книге описаны два вида существ, в которые превратился человеческий вид — морлоки и элои.
Автор от первого лица описывает восемь дней, проведённых в этом мире Путешественником во Времени.
После встречи с элоями он, не подозревая о морлоках, спокойно оставляет свою Машину на месте её «остановки» неподалёку от мемориала Белого Сфинкса, а сам присоединяется к элоям и пытается наладить с ними языковой контакт.
Одновременно он старается осознать структуру и сущность нового человеческого общества
и приходит к первым, достаточно половинчатым, выводам, что научно-технический прогресс на Земле остановился и человечество достигло состояния абсолютного покоя.
Тем временем морлоки, которые, несмотря на утрату интеллекта, сохранили чисто механический интерес к технике и способность её обслуживать, находят Машину времени и скрывают её в пустотелом пьедестале Белого Сфинкса.
Обнаружив пропажу, Путешественник чуть было не сходит с ума, но в конце концов успокаивается и понимает, что Машина не могла пропасть сама собой, а значит, её можно найти.
Ему удаётся обнаружить следы переноски Машины времени, ведущие к дверям в пьедестале Сфинкса,
однако все попытки узнать что-либо у элоев наталкиваются на стену полного непонимания и отторжения.
В это же время у Путешественника появляется подруга из числа элоев — Уина, которую он спас, когда она тонула во время купания в реке.
К его полной неожиданности, Уина нежно привязывается к Путешественнику и проводит с ним практически всё время, в определённой степени даже докучая ему.
Тем не менее, он не решается оттолкнуть её выражения чувств, сам испытывая подавляющее его одиночество.
От Уины Путешественник впервые узнаёт о том, что в новом человеческом мире всё обстоит не так гладко, как кажется на первый взгляд — например, казавшееся ему навсегда утраченным элоями чувство страха на самом деле осталось в форме необъяснимой и всеобщей боязни темноты.
Исследуя причину этого феномена, Путешественник совершенно случайно видит ночью нескольких морлоков, а затем впервые сталкивается с одним из них при свете дня в полуразрушенном тёмном здании, имеющим выход в Подземный Мир.
Пытаясь понять его назначение, Путешественник отваживается на рискованный шаг — спуститься в Подземный мир через один из вентиляционных колодцев.
Достигнув дна, он попадает в гигантскую подземную пещеру, заполненную действующими машинами и механизмами, которые обслуживают орды морлоков, однако неподготовленность чуть было не приводит Путешественника к гибели, и лишь чудом ему удаётся спастись и вернуться в Верхний мир (то есть на поверхность земли).
Путешествие под землю расставило всё на свои места, особенно после того, как Путешественник понял, чем именно питаются морлоки.
Так, морлоки, в представлении Путешественника по Времени, оказываются потомками рабочих, «бедных», всю свою жизнь обитающими в Подземном мире и обслуживающими машины и механизмы.
Они намного меньше и слабее современного человека, покрыты белой шерстью и не переносят яркого света.
Элои — потомки прежней элиты общества, «богатых», слабые и хрупкие существа, совершенно не приспособленные к труду.
И те, и другие за долгие тысячелетия существования, не требующего умственной деятельности, практически лишились разума, превратившись в полуживотных.
Долгие тысячелетия морлоки снабжали элоев всем необходимым, но со временем пища в Подземном мире закончилась, и морлоки стали в безлунные ночи выходить на поверхность, чтобы похищать элоев и употреблять в пищу их мясо.
Желая как можно быстрее выбраться из этого страшного времени, взяв с собой Уину, он ищет возможность взломать стены пьедестала Сфинкса и в поисках инструментов отправляется вместе с Уиной в Зелёный фарфоровый дворец — разрушающийся музей, подобный Южно-Кенсингтонскому.
Здесь он находит спички, камфору и выламывает из экспоната металлическую дубину, однако на обратном пути к Сфинксу через ночной лес попадает в окружение целого полчища морлоков. Пытаясь отпугнуть их огнём, Путешественник устраивает лесной пожар, истребивший множество преследователей, но при этом безвозвратно теряет Уину.
На утро следующего дня Путешественник достигает Сфинкса и неожиданно для себя находит двери его пьедестала открытыми, а Машину времени — внутри. Поняв замысел морлоков — используя Машину в качестве приманки, заманить Путешественника в ловушку — он входит в камеру под монументом,
где морлоки пытаются его схватить, закрыв вход в пьедестал; однако Путешественник по Времени отбивает их натиск и перемещается по времени в будущее.
Следующую остановку он совершает, вероятно, спустя несколько миллиардов лет, когда солнце уже стало красным гигантом. Там он обнаруживает полное отсутствие человечества и общий упадок жизни на земле (если не считать гигантских членистоногих). Движимый далее уже чисто научным интересом, Путешественник продвигается во времени ещё на 30 миллионов лет вперёд, однако, ощутив необычайную физическую усталость и будучи угнетён психологически от созерцания вида медленно умирающей Земли, которая к тому времени уже почти превратилась в бесплодную пустыню, возвращается назад и в конечном итоге попадает обратно в тот же самый день, в который начал своё Путешествие, но на несколько часов позже исходного времени.
Рассказ Путешественника по Времени, составляющий наибольшую часть романа Уэллса, его собеседниками воспринимается с недоверием, поэтому уже на следующий день он, подготовив необходимые приборы и инструменты, отправляется в новое Путешествие во Времени с целью привезти из него соответствующие доказательства, — из которого уже никогда не возвращается.

### Удалённый фрагмент 14-й главы
Часть этой главы была удалена редактором издания 1895 года Уильямом Хенли. Восстановленный текст: The Grey Man («Серый человек»).
Фрагмент рассказывает о том, что увидел Путешественник, сбежав от морлоков в будущее. После остановки он видит, что все следы зданий исчезли, уничтоженные за тысячелетия выветриванием, а по унылой равнине скачут и щиплют траву похожие на кроликов или маленьких кенгуру бесхвостые зверьки, покрытые серой шерстью. Путешественник оглушает одного камнем и с огорчением обнаруживает, что это потомок человека. Вдруг из болота выползает гигантский монстр, напоминающий десятиметровую многоножку, и Путешественник бежит в следующий день, надеясь осмотреть внимательнее оглушённое им существо, однако, по-видимому, оно было съедено без остатков многоножкой. Путешественник делает вывод, что насекомые, вероятно, преодолев физиологические ограничения своего размера, эволюционировали в огромных существ и завоевали превосходство над позвоночными.
Текст был удалён ввиду неприятного описания вырождения людей будущего, ставших кормом для членистоногих.

## Идейные мотивы
Уэллс не рассматривал идею машины времени как научную, он определял «Машину времени» и другие свои ранние романы как «упражнение в воображении». По общему мнению литературоведов, «Машина времени» была задумана как размышление убеждённого социалиста Уэллса, выходца из рабочей бедноты, о судьбе цивилизации, как предостережение о том, к чему может привести жестокая и непримиримая классовая борьба между угнетёнными классами трудящихся (будущие морлоки) и праздной паразитической «элитой» (будущие элои).
По словам Евгения Замятина, «сказочные племена морлоков и элоев — это, конечно, экстраполированные, доведенные в своих типических чертах до уродливости два враждующих класса нынешнего города… [Уэллс] видит будущее через непрозрачную завесу нынешнего дня. Здесь не мистика, а логика, но только логика более дерзкая, более дальнобойная, чем обычно».
Тема социальных конфликтов в конце XIX века обсуждалась многими мыслителями — свои труды-предостережения опубликовали, например, Уильям Моррис, Эдуард Беллами. Литературоведы полагают, что на молодого Уэллса оказали значительное влияние теории зоолога Эдвина Рея Ланкестера о «социальном вырождении» и роман Эдварда Булвер-Литтона «Грядущая раса» (1871 год).
Критик Ю. И. Кагарлицкий пишет о первом романе Уэллса:

Это была яростная попытка внедрить свои мысли в головы людей, желающих слышать только о приятном, растормошить их, выбить почву из-под ног спокойных и благодушествующих. «Во всех своих произведениях, — говорил Уэллс в „Опыте автобиографии“, — я писал об изменении жизни и о людях, думающих, как ее изменить. Я никогда просто не „изображал жизнь“. Даже в самых на первый взгляд объективных книгах, мною созданных, скрыта критика современности и призыв к переменам»… [Общество], разобщая людей на классы эксплуататоров и эксплуатируемых, оказывается враждебным самой человеческой природе.

Характерно, что острые социальные аспекты романа не нашли отражения ни в одной из его экранизаций.

## Переводы на русский язык
Впервые перевод опубликован в 1900 году в журнале «Россия» под названием «В глубь веков» в переводе В. И. Томашевской. Наиболее известные впоследствии переводы были следующих авторов: Э. Пименова, К. Морозова, Д. Вейс, В. Бабенко, В. Нифонтов, Н. Морозова вместе с К. Волковым.

## Экранизации

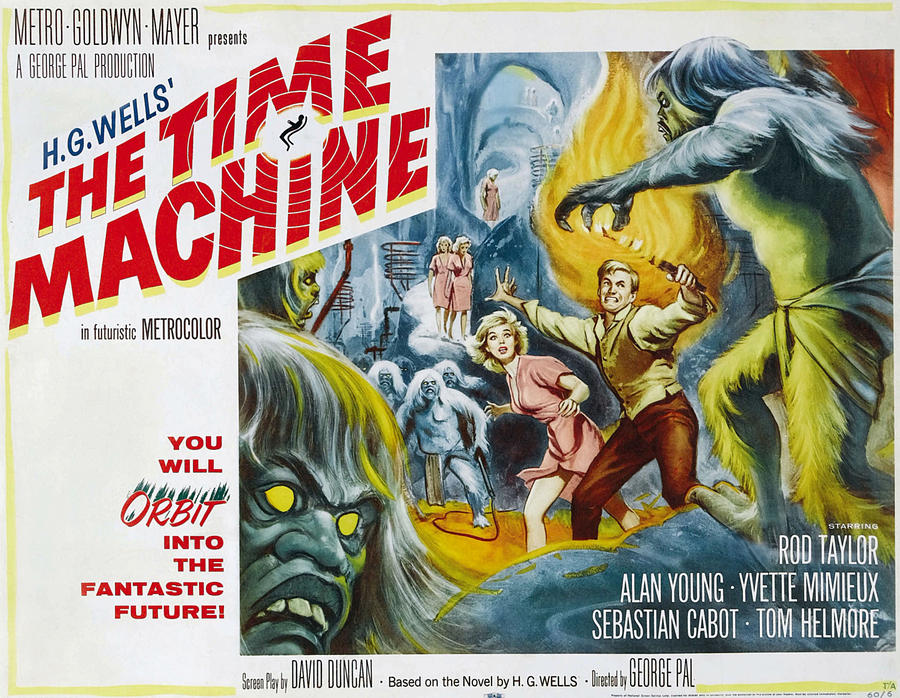
Постер к фильму 1960 года

Несмотря на грандиозный успех романа Уэллса, первая его экранизация появилась только более чем через полвека, в 1949 году, на британском телевидении. Постановка осталась практически незамеченной.
Другие экранизации:
- «Машина времени» — фильм 1960 года, с Родом Тейлором и Иветт Мимо.
- «Машина времени (фильм, 1978)[англ.]» — фильм 1978 года, с Джоном Беком и Присциллой Барнс.
- «Машина времени» — фильм 2002 года, с Гаем Пирсом и Сиенной Гиллори, сюжет которого мало похож на уэллсовский оригинал.

Сюжетные мотивы романа использованы также в ряде других фильмов, например, «Путешествие в машине времени» (1979), где на машине времени путешествует сам Герберт Уэллс, «Опаздывающий Филип Дж. Фрай» — седьмой эпизод шестого сезона мультсериала «Футурама», где герои путешествуют на машине времени и встречают существ, напоминающих элои и морлоков.